# دانوفلوکساسین
دانوفلوکساسین(به انگلیسی: Danofloxacin) یک آنتی بیوتیک فلوروکینولونی است که در داروهای دامپزشکی استفاده می‌شود.